# Habenaria diphylla
Habenaria diphylla là một loài thực vật có hoa trong họ Lan. Loài này được (Nimmo) Dalzell mô tả khoa học đầu tiên năm 1850.

## Hình ảnh

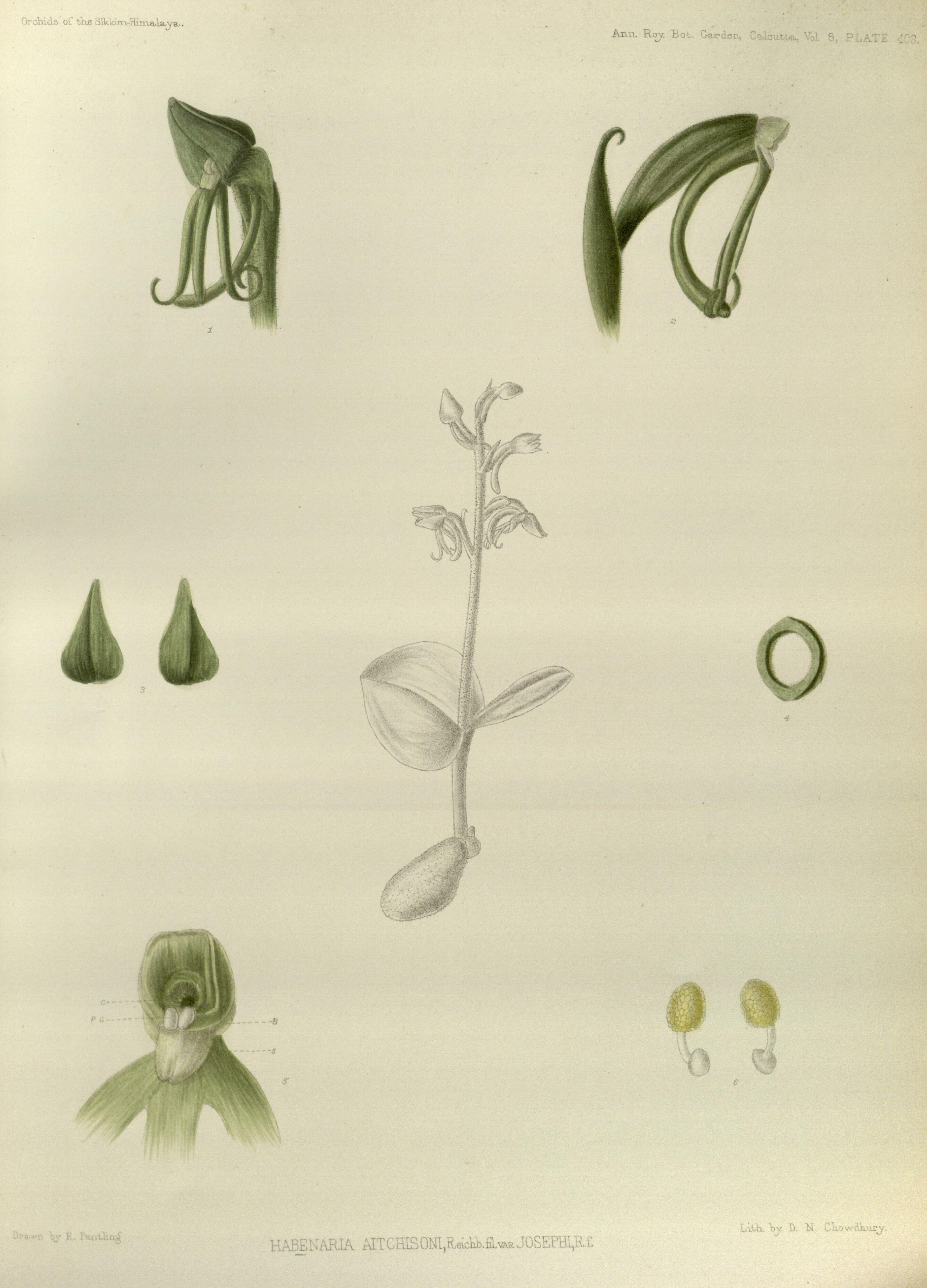